# 산타 트리니타 광장

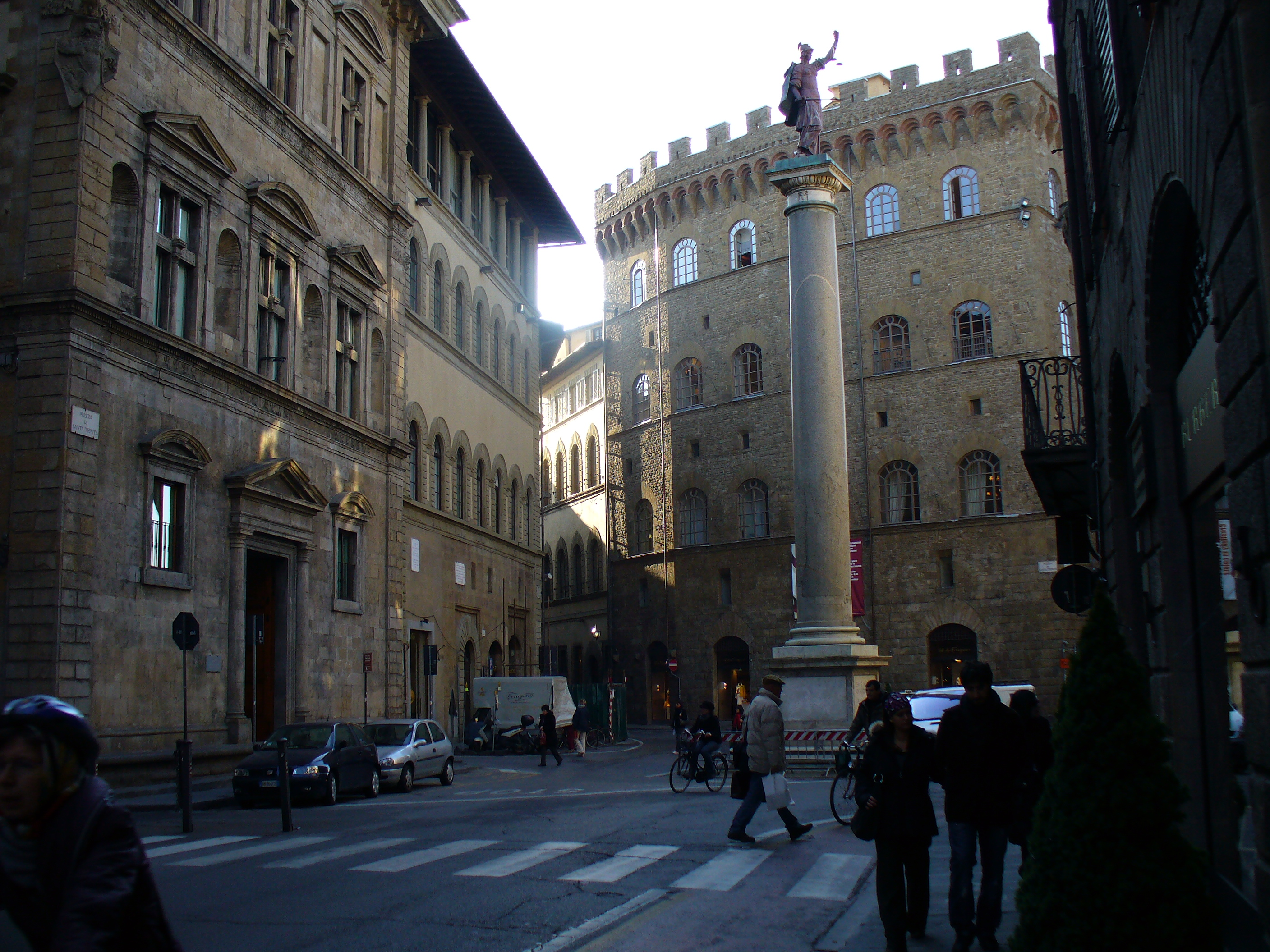
산타 트리니타 광장

산타 트리니타 광장(Piazza Santa Trinita)은 이탈리아 피렌체에 위치한 삼각형 모양의 광장이며, 광장의 서쪽에 있는 산타 트리니타 성당의 이름을 따 붙여졌다. 토르나부오니 거리가 이 광장을 가로지르고 있다. 광장 중심부에는 기둥 꼭대기에 올려져 있는 '정의의 조각상' 때문에 이름이 유래한 '정의의 원주로 알려진, 고대 로마 시대의 원주가 있다. 일부 고딕풍과 르네상스풍 궁전들이 광장 주변으로 위치해 있으며 다음과 같다:
- 바르톨리니 살림베니 궁전
- 부온델몬티 궁전 (15세기)
- 미네르베티 궁전 (14세기)
- 스피니 페로니 궁전 (14세기) - 현재 살바토레 페라가모 박물관과 살바토레 페라가모 본사가 위치해 있다.